# Etymologische Liste der chemischen Elemente
Eine Vielzahl chemischer Elemente ist nach Städten, Ländern oder Kontinenten benannt. Einige lassen die Herkunft ihrer Entdecker erkennen (z. B. Scandium und Francium) oder es werden mit der Bezeichnung bedeutende Naturwissenschaftler geehrt (z. B. Einsteinium und Curium).
Wieder andere Elemente haben ihre ursprünglichen Namen behalten (z. B. Gold und Eisen), werden aber mit lateinischen Abkürzungen bezeichnet (Au und Fe).
Wird ein Element neu entdeckt oder erzeugt, so erhält es so lange einen provisorischen systematischen Elementnamen, bis sich die Entdecker oder Erzeuger, denen das Namensgebungsrecht zusteht, für einen international anerkannten definitiven Namen geeinigt haben.

## Alphabetische Liste
| Name                   | Symb.         | Z             | Etymologie |
| ---------------------- | ------------- | ------------- | --- |
| Actinium               | Ac            | 89            | Der Name des Elements Actinium ist die latinisierte Form von altgriechisch ἀκτίνα aktína „Strahl“. |
| Aluminium              | Al            | 13            | Aluminium hat seinen Namen vom lateinischen Wort alumen „Alaun“. Es wurde 1808 durch Sir Humphry Davy entdeckt und benannt. |
| Americium              | Am            | 95            | Americium ist eines der beiden nach einem Erdteil benannten Elemente und steht im Periodensystem genau unter Europium. Es wurde im Jahr 1944 künstlich hergestellt. |
| Antimon                | Sb            | 51            | Das Wort Antimon kommt vermutlich von arabisch إثمد, DMG iṯmid. Antimon wurde schon in der Bronzezeit als Zuschlag zu Kupfer verwendet, um Bronze herzustellen. Im 17. Jahrhundert ging der Name Antimon als Bezeichnung auf das Metall über. Die koptische Bezeichnung für den Schminkpuder Stibnit (Grauspießglanz) ging über das Griechische in das Lateinische stibium über, wovon sich das Elementsymbol ableitet. Es gibt auch die alternative Erklärung, der Name gehe auf altgriechisch ἄνθεμον ánthemon „Blüte“ zurück. Damit sollen die stängelartigen Kristalle, die büschelförmig angeordnet sind und wie eine Blüte aussehen, beschrieben werden. |
| Argon                  | Ar            | 18            | Argon hat seine Bezeichnung von altgriechisch ἀργός argós „träge“ – wegen seiner chemischen Reaktionsträgheit, mit der für Edelgase typischen Endung ‑on. |
| Arsen                  | As            | 33            | Der Name Arsen geht auf altgriechisch ἀρσενικόν arsenikón „Auripigment“ zurück und findet sich schon bei Dioskurides im 1. Jahrhundert. Die griechische Bezeichnung scheint ihrerseits ihren Ursprung im Mittelpersischen al-zarnik („goldfarben“) zu haben und gelangte wohl durch semitische Vermittlung ins Griechische. Volksetymologisch wurde der Name fälschlicherweise von altgriechisch ἀρσενικός arsenikós „männlich, stark, kühn“ abgeleitet. Erst seit dem 19. Jahrhundert ist die Bezeichnung Arsen gebräuchlich. Das Elementsymbol wurde 1814 von Berzelius vorgeschlagen. |
| Astat                  | At            | 85            | Astat (altgriechisch ἀστατέω astatéō „unbeständig sein“, wegen des radioaktiven Zerfalls von Astat) wurde zuerst 1940 in Berkeley künstlich hergestellt. |
| Barium                 | Ba            | 56            | Barium wurde nach dem Mineral Baryt (Schwerspat, von altgriechisch βαρύς barýs „schwer“, wegen seiner großen Dichte) benannt, das aus Bariumsulfat besteht. |
| Berkelium              | Bk            | 97            | Berkelium wurde nach der Stadt Berkeley in Kalifornien benannt, wo es 1949 an der University of California erzeugt wurde. |
| Beryllium              | Be            | 4             | Beryllium (von altgriechisch βήρυλλος bēryllos „Beryll“, ein Schmuckstein, der Beryllium enthält) wurde 1798 durch Louis-Nicolas Vauquelin in Form seines Oxides aus den Edelsteinen Beryll und Smaragd dargestellt. Wegen des süßen Geschmackes der Berylliumsalze wurde in Frankreich bis 1957 auch die Bezeichnung Glucinium verwendet. |
| Bismut Wismut          | Bi            | 83            | Das Element Bismut kennt man wahrscheinlich schon seit der Antike. Der Name Wismut ist seit 1472 bekannt und geht vermutlich auf den ersten Ort der Gewinnung „in den Wiesen“ am Schneeberg im Erzgebirge zurück. Es gibt jedoch auch andere Etymologien, beispielsweise von „weiß“. Georgius Agricola benutzte die latinisierte Bezeichnung bismutum, worauf der heutige Name zurückgeht. |
| Blei                   | Pb            | 82            | Der Name Blei (lat. plumbum, von plumbeus: bleiern, stumpf, bleischwer) ist indogermanischen Ursprungs und bedeutet so viel wie „schimmernd“, „leuchtend“ oder „glänzend“. |
| Bohrium                | Bh            | 107           | Bohrium wurde erstmals 1977 am Institut für Kernforschung bei Dubna erzeugt. Es wurde nach Niels Bohr benannt. |
| Bor                    | B             | 5             | Bor erhielt seinen Namen von dem Mineral Borax (von persisch بوره, burah über arabisch بورق Būraq und lat. borax), das aus Natriumborat besteht. |
| Brom                   | Br            | 35            | Auf Grund seines stechenden Geruchs schlug Gay-Lussac den Namen Brom (von altgriechisch βρῶμος brōmos „Gestank“, wegen des beißenden Geruchs von Bromdämpfen) vor. |
| Cadmium Kadmium        | Cd            | 48            | Das Wort Cadmium (auch Kadmium) ist eine neulateinische Bildung zu lat. cadmea oder cadmia, welches sich von altgriechisch καδμία kadmía „Zinkerz“ herleitet, das vermutlich nach der mythologischen Figur Kadmos benannt ist. |
| Caesium Cäsium         | Cs            | 55            | Der Name Caesium ist von lateinisch caesius = „himmelblau“ abgeleitet. Bunsen und Kirchhoff, die das Element zusammen mit Rubidium entdeckten, benannten es 1861 nach den typischen Spektrallinien des Caesiums, welche im blauen Bereich liegen. |
| Calcium Kalzium        | Ca            | 20            | Die Bezeichnung leitet sich von dem lateinischen calx ab. So bezeichneten die Römer Kalkstein, Kreide und daraus hergestellten Mörtel. |
| Californium            | Cf            | 98            | Californium ist ein Transuran und wurde zum ersten Mal an der University of California in Berkeley erzeugt. |
| Cer                    | Ce            | 58            | Cer wurde 1803 von Jöns Jacob Berzelius und Wilhelm von Hisinger und gleichzeitig von Martin Klaproth entdeckt und nach dem Planetoiden Ceres benannt. |
| Chlor                  | Cl            | 17            | Chlor von altgriechisch χλωρός chlōrós „gelblich grün“, wegen der gelbgrünen Farbe von Chlorgas |
| Chrom                  | Cr            | 24            | Chrom von altgriechisch χρώμα chrōma „Farbe“; Chromsalze können sehr viele verschiedene Farben haben und werden oft als Pigmente verwendet. |
| Cobalt Kobalt          | Co            | 27            | Der Name Cobalt leitet sich von „Kobold“ ab, weil Kobolde in früherer Vorstellung Erze mit diesem (damals) unbearbeitbaren Mineral verunreinigten. 1735 entdeckte der schwedische Chemiker Georg Brandt das Element und gab ihm den Namen. |
| Copernicium            | Cn            | 112           | Copernicium wurde 1996 erstmals künstlich hergestellt. Der Name wurde zu Ehren von Nikolaus Kopernikus gewählt und 2010 von der IUPAC bestätigt. |
| Curium                 | Cm            | 96            | Curium wurde nach den Forschern Marie und Pierre Curie benannt. |
| Darmstadtium           | Ds            | 110           | Das Element wurde nach der Stadt Darmstadt benannt, dem Sitz der Gesellschaft für Schwerionenforschung (GSI), wo es erstmals erzeugt wurde. |
| Dubnium                | Db            | 105           | Entdeckt wurde Dubnium 1967 am Kernforschungsinstitut bei Dubna und in Berkeley. Die russische Arbeitsgruppe schlug den Namen Nielsbohrium vor, während die amerikanische ihm den Namen Hahnium gab. Nach einer Kontroverse wurde es 1997 nach Dubna benannt. Zuvor hatte die IUPAC auch Joliotium (nach Irène und Frédéric Joliot-Curie) ins Spiel gebracht. |
| Dysprosium             | Dy            | 66            | Das silbergraue Schwermetall Dysprosium hat seinen Namen von altgriechisch δυσπρόσιτος dysprósitos „unzugänglich, schwer zu erhalten“. |
| Einsteinium            | Es            | 99            | Einsteinium wurde zu Ehren Albert Einsteins benannt. Es wurde 1952 nach der Explosion der ersten amerikanischen Wasserstoffbombe, Ivy Mike entdeckt. Aus Gründen der militärischen Geheimhaltung wurden die Ergebnisse erst im Jahr 1955, dem Todesjahr Einsteins, publiziert. |
| Eisen                  | Fe            | 26            | Das Wort geht auf keltisch/germanisch *īsarna- zurück, ist aber vermutlich nicht-indogermanischen Ursprungs. Das Elementsymbol geht auf lat. ferrum zurück. |
| Erbium                 | Er            | 68            | Der Name leitet sich von der Grube Ytterby bei Stockholm ab, wie auch der von Ytterbium, Terbium und Yttrium. Erbium wurde 1843 von Carl Gustav Mosander entdeckt. |
| Europium               | Eu            | 63            | Die Bezeichnung steht für den Kontinent Europa. Paul Émile Lecoq de Boisbaudran entdeckte 1890 in einem Samarium-Gadolinium-Konzentrat unbekannte Spektrallinien. Die Entdeckung des Elementes wird Eugène-Anatole Demarçay zuerkannt, der 1896 in dem gerade entdeckten Samarium ein weiteres Element vermutete. |
| Fermium                | Fm            | 100           | Fermium wurde nach Enrico Fermi benannt. Es wurde 1952 nach der Explosion der ersten amerikanischen Wasserstoffbombe, Ivy Mike entdeckt. Aus Gründen der militärischen Geheimhaltung wurden die Ergebnisse erst 1955 publiziert. |
| Flerovium              | Fl            | 114           | Flerovium wurde nach Georgi Fljorow, dem Leiter des Instituts für Kernforschung bei Dubna (Russland), benannt. |
| Fluor                  | F             | 9             | Der Name Fluor leitet sich über lateinisch fluor („das Fließen“) von Flussspat ab, dem wichtigsten Mineral, das Fluor enthält. |
| Francium               | Fr            | 87            | Francium wurde 1939 von Marguerite Perey als Zerfallsprodukt von Actinium-227 nachgewiesen. Es wurde zunächst Actinium-K genannt und 1946 in Francium (von franz. France „Frankreich“, dem Heimatland der Entdeckerin) umbenannt. Der Name wurde 1949 von der IUPAC akzeptiert. |
| Gadolinium             | Gd            | 64            | Jean Charles Galissard de Marignac und Paul Émile Lecoq de Boisbaudran entdeckten in den 1880er Jahren das Element unabhängig voneinander. Lecoq de Boisbaudran benannte das Element nach Johan Gadolin, dem Entdecker des Yttriums. |
| Gallium                | Ga            | 31            | Gallium wurde 1875 vom Paul Émile Lecoq de Boisbaudran entdeckt. Er nannte es nach gallia, dem lateinischen Namen seines Heimatlandes Frankreich. |
| Germanium              | Ge            | 32            | Germanium (von lat. germania „Deutschland“, dem Vaterland des Entdeckers Clemens Winkler) wurde 1886 erstmals nachgewiesen. |
| Gold                   | Au            | 79            | Der Name Gold leitet sich von indogermanisch ghel „glänzend, (gelb)“ ab, das Kürzel Au ist auf die lateinische Bezeichnung aurum zurückzuführen. |
| Hafnium                | Hf            | 72            | Hafnium (lat. Hafnia für Kopenhagen) wurde 1923 in Kopenhagen von Dirk Coster und George de Hevesy entdeckt. |
| Hassium                | Hs            | 108           | Hassium nach dem Bundesland Hessen (latinisiert: Hassia) benannt, wo es 1984 an der GSI in Darmstadt erzeugt wurde. Die IUPAC empfahl 1994 den Namen Hahnium (nach Otto Hahn). Seit 1997 trägt es seinen aktuellen Namen. |
| Helium                 | He            | 2             | Helium wurde 1868 über Spektrallinien im Sonnenlicht entdeckt. Man benannte es daher nach altgriechisch ἥλιος hēlios, deutsch ‚Sonne‘ und gab ihm die für Metalle üblichen Endung ‑ium, da man vermutete, das unbekannte Element sei ein Metall. Als man es später materiell auch auf der Erde fand und es als Edelgas erkannte, hatte sich der Name „Helium“ bereits durchgesetzt. Alle anderen Edelgase weisen die typische Endung ‑on auf. |
| Holmium                | Ho            | 67            | 1879 trennte der schwedische Chemiker Per Teodor Cleve aus unreinem Erbiumoxid alle bekannten Verunreinigungen ab und erhielt einen braunen Rest, den er nach der Stadt Stockholm Holmia nannte, sowie einen grünen Rest, der den Namen Thulia erhielt. Erst 1911 gelang dem schwedischen Chemiker Holmberg die Gewinnung von reinem Holmiumoxid. Ob er die Bezeichnung Holmium von Cleve übernahm oder als Ableitung seines eigenen Namens betrachtete, ist nicht bekannt. |
| Indium                 | In            | 49            | Indium wurde nach der indigofarbenen Bande im Linienspektrum benannt. Es wurde 1863/1864 von Ferdinand Reich in Zusammenarbeit mit Hieronymus Theodor Richter entdeckt. |
| Iod Jod                | I             | 53            | Iod (von altgriechisch ἰο-ειδής io-eidēs „veilchenfarbig“, wegen der violetten Farbe von Ioddämpfen) wurde 1811 durch den Pariser Salpetersieder Bernard Courtois aus der Asche von Seetang gewonnen. Den elementaren Charakter erforschten ab 1813 Nicolas Clément und Joseph Louis Gay-Lussac, der ihm ein Jahr später den heutigen Namen verlieh. Die nicht-fachsprachliche deutsche Bezeichnung ist „Jod“; das Symbol J gilt als veraltet. |
| Iridium                | Ir            | 77            | Iridium (altgriechisch ἶρις īris „Regenbogen“) wurde 1803 in London von Smithson Tennant zusammen mit Osmium entdeckt. Die hohe Farbkraft der Iridiumsalze inspirierte Tennant zu dem Namen Iridium. |
| Jod                    | siehe Iod     | siehe Iod     | siehe Iod |
| Kadmium                | siehe Cadmium | siehe Cadmium | siehe Cadmium |
| Kalium                 | K             | 19            | Kalium, (von Kali aus arabisch القلية, DMG al-qalya ‚Pflanzenasche‘). Humphry Davy gewann 1807 durch Elektrolyse von schwach angefeuchteten Ätzalkalien zwei verschiedene Metalle; das eine Metall nannte er Sodium, weil es in Soda enthalten ist, das andere Potassium, weil man es aus Pottasche gewinnen kann. Dies sind noch heute die englischen und französischen Bezeichnungen für Natrium und Kalium. Im Deutschen wird das Sodium Davys seit 1811 nach einem Vorschlag von Berzelius als Natrium bezeichnet, während man für das Potassium Davys den von Martin Heinrich Klaproth 1796 eingeführten Ausdruck Kalium übernahm. |
| Kalzium                | siehe Calcium | siehe Calcium | siehe Calcium |
| Kobalt                 | siehe Cobalt  | siehe Cobalt  | siehe Cobalt |
| Kohlenstoff            | C             | 6             | Der Name Kohlenstoff leitet sich von Kohle ab, das Elementsymbol von lateinisch carbo „Holzkohle“. |
| Krypton                | Kr            | 36            | Krypton (altgriechisch κρυπτός kryptós „versteckt, verborgen“) wurde 1898 durch William Ramsay und Morris William Travers im „Rückstand“ verdampfter Luft entdeckt. |
| Kupfer                 | Cu            | 29            | Kupfer (von lat. cuprum via altgriechisch Κύπρος Kýpros „Insel Zypern“, wo das Metall in der Antike gewonnen wurde). |
| Lanthan                | La            | 57            | Lanthan (altgriechisch λανθάνειν lanthánein „versteckt sein“) wurde 1839 von Carl Gustav Mosander entdeckt. |
| Lawrencium             | Lr            | 103           | Dieses Element wurde nach Ernest Lawrence benannt, dem Erfinder des Zyklotrons, einem Teilchenbeschleuniger, der eine wichtige Voraussetzung zur Entdeckung vieler Transuran-Elemente war. |
| Lithium                | Li            | 3             | Es wurde 1817 von Johan Arfwedson entdeckt. Der Name wurde von altgriechisch λίθος líthos „Stein“ abgeleitet, da Lithium zuerst im Gestein nachgewiesen wurde. |
| Livermorium            | Lv            | 116           | Dieses Element wurde nach der Stadt Livermore (Kalifornien), dem Standort des Lawrence Livermore National Laboratory, einem der Institute, welches dieses Element entdeckt hat, benannt. |
| Lutetium               | Lu            | 71            | Lutetium wurde 1905 von drei Wissenschaftlern unabhängig voneinander entdeckt: Carl Auer von Welsbach, Charles James und dem Franzosen Georges Urbain, der es nach dem römischen Namen von Paris, Lutetia, benannte. Im deutschen Sprachraum wurde es bis 1949 meist als Cassiopeium (Symbol: Cp) bezeichnet. |
| Magnesium              | Mg            | 12            | Die Herkunft der Elementbezeichnung wird in der Literatur unterschiedlich dargestellt: 1. von altgriechisch μαγνῆτις λίθος magnētis líthos „Magnetstein“, 2. von Magnesien, einem Gebiet im östlichen Griechenland und 3. von Magnesia, einer Stadt in Kleinasien, auf dem Gebiet der heutigen Türkei. |
| Mangan                 | Mn            | 25            | Mangan kommt von lateinisch manganesia nigra „schwarze Magnesia“, der Bezeichnung für Braunstein. |
| Meitnerium             | Mt            | 109           | Meitnerium wurde nach der Physikerin Lise Meitner benannt. |
| Mendelevium            | Md            | 101           | Mendelevium wurde nach dem russischen Chemiker und Entwickler des Periodensystems, Dmitri Mendelejew, benannt. |
| Molybdän               | Mo            | 42            | Molybdän, von altgriechisch μόλυβδος mólybdos „Blei“, das in Lagerstätten in der Regel als Molybdänglanz (MoS2) vorkommt, wurde lange Zeit mit Bleiglanz oder auch Graphit verwechselt. |
| Moscovium              | Mc            | 115           | Moscovium ist nach der Stadt Moskau benannt. In Dubna bei Moskau liegt das JINR, wo das Element entdeckt wurde. |
| Natrium                | Na            | 11            | Natrium von ägypt. netjer = Natron aus arabisch نطرون, DMG naṭrūn „Natron“, da Natrium den Hauptbestandteil von Natron bildet. Für weitere Details siehe Kalium. |
| Neodym                 | Nd            | 60            | Neodym wurde zusammen mit Praseodym 1885 durch Carl F. Auer von Welsbach aus dem von Mosander entdeckten Didym isoliert. Reines metallisches Neodym wurde erst 1925 dargestellt. Die Elementbezeichnung leitet sich von altgriechisch νέος néos „neu“ und altgriechisch δίδυμος dídymos „Zwilling“ ab. |
| Neon                   | Ne            | 10            | von altgriechisch νέος néos „neu“ mit der für Edelgase typischen Endung ‑on. |
| Neptunium              | Np            | 93            | Neptunium wurde benannt nach dem Planeten Neptun, der auf den Planeten Uranus folgt. Neptunium folgt im Periodensystem auf Uran, dann folgt Plutonium. |
| Nickel                 | Ni            | 28            | Ähnlich wie beim Cobalt wurde hier ein Wort für böse Geister zum Namensgeber, man verwechselte das wertlose Nickel oft mit Kupfer und glaubte sich dann vom bösen Berggeist „Nickel“ betrogen. |
| Nihonium               | Nh            | 113           | Nihonium ist nach Japan (japanisch „Nihon“) benannt. Die andere mögliche Umschrift der japanische Eigenbezeichnung (Nippon) wurde nicht gewählt, weil der Name „Nipponium“ bereits einmal 1909 für Element 43 (Technetium) vorgeschlagen worden war. |
| Niob                   | Nb            | 41            | Niob wurde 1801 durch Charles Hatchett entdeckt. Hatchett fand Niob in Columbiterz und gab dem Element die Bezeichnung Columbium. 1844 entdeckte der Heinrich Rose das Element wieder, ohne zu wissen, dass es bereits benannt worden war. Wegen seiner Ähnlichkeit mit Tantal benannte er es nach Niobe, der Tochter des Tantalos. Erst nach 100 Jahren kontroverser Auseinandersetzungen legte die IUPAC 1950 Niob als offizielle Bezeichnung fest. |
| Nobelium               | No            | 102           | Nobelium ist nach Alfred Nobel benannt. Es wurde 1957 erstmals hergestellt. |
| Oganesson              | Og            | 118           | Oganesson ist nach Juri Oganesjan (englisch Yuri Oganessian) benannt, in Anerkennung seiner Arbeiten zu den schwersten Elementen. Die Endung ‑on ist gemäß den Vorgaben der IUPAC für die Benennung der Elemente der 18. Gruppe gewählt. |
| Osmium                 | Os            | 76            | Osmium (altgriechisch ὀσμή osmē „Geruch“) wurde 1803 durch Smithson Tennant zusammen mit Iridium entdeckt. Seinem rettichartigen Geruch verdankt das Element seinen Namen. |
| Palladium              | Pd            | 46            | Palladium wurde 1803 von William Hyde Wollaston entdeckt. Er benannte es 1804 nach dem zwei Jahre vorher entdeckten Asteroiden Pallas. |
| Phosphor               | P             | 15            | Phosphor (von altgriechisch φωσφόρος phōsphóros „lichttragend“, vom Leuchten des weißen Phosphors). Phosphor wurde 1669 von Hennig Brand entdeckt. |
| Platin                 | Pt            | 78            | Platin wurde schon vor der Entdeckung Amerikas durch Kolumbus von den Indianern Südamerikas benutzt. Der Name leitet sich vom spanischen Wort platina, der Verkleinerungsform von plata „Silber“, ab. |
| Plutonium              | Pu            | 94            | Plutonium wurde nach dem Zwergplaneten Pluto benannt, der auf den Planeten Neptun folgt, und dieser wiederum folgt auf den Planeten Uranus. (Plutonium folgt im Periodensystem auf Neptunium, und dieses wiederum auf Uran). |
| Polonium               | Po            | 84            | Polonium wurde 1898 von Marie und Pierre Curie entdeckt. Den Namen gab Marie Curie dem Element zu Ehren ihres Heimatlandes Polen. |
| Praseodym              | Pr            | 59            | (von altgriechisch πράσινος prásinos „lauchgrün“ und altgriechisch δίδυμος dídymos „doppelt, Zwilling“). Chemische Verbindungen dieses Elements färben sich grün. 1841 extrahierte Mosander die Seltene Erde Didym aus Lanthanoxid. 1874 bemerkte Per Teodor Cleve, dass es sich eigentlich um zwei Elemente handelte. Im Jahr 1879 isolierte Lecoq de Boisbaudran Samarium aus Didym, das er aus dem Mineral Samarskit gewann. 1885 gelang es Carl Auer von Welsbach, Didym in Praseodym und Neodym zu trennen, die beide Salze mit verschiedenen Farben bilden. |
| Promethium             | Pm            | 61            | Promethium wurde 1945 am Oak Ridge National Laboratory von Jack Marinsky, Lawrence Glendenin, und Charles Coryell als Spaltprodukt des Urans entdeckt. Sie benannten es nach Prometheus, einem Titanen der griechischen Mythologie, der den Menschen das Feuer brachte und so den Zorn der Götter erweckte. Dies war als Warnung an die Menschheit gedacht, die zu diesem Zeitpunkt mit dem nuklearen Wettrüsten begann. |
| Protactinium           | Pa            | 91            | 234Pa wurde 1913 von Kasimir Fajans und Oswald Göhring entdeckt. Sie gaben ihm wegen seiner kurzen Halbwertszeit den Namen „Brevium“ nach lat. brevis „kurz“. Das langlebige 231Pa (ca. 32.000 Jahre) wurde 1918 von Otto Hahn und Lise Meitner gefunden. Sie nannten es Protactinium (von altgriechisch πρώτος prōtos „erster, ursprünglich“ und Actinium), weil es in der Zerfallsreihe des Uran-235 vor dem Actinium steht. |
| Quecksilber            | Hg            | 80            | „Quecksilber“ bedeutet ursprünglich „lebendiges Silber“ (althochdeutsch quecsilbar zu germanisch kwikw „lebendig“): Aufgrund seiner hohen Oberflächenspannung benetzt Quecksilber seine Unterlage nicht, sondern bildet abgeplattete einzelne Tröpfchen (Kohäsion). Das chemische Symbol Hg ist die Abkürzung für hydrargyrum, zusammengesetzt aus den Wortbestandteilen altgriechisch ὑδρ- hydr- „Wasser“ und altgriechisch ἄργυρος árgyros „Silber“, also etwa „flüssiges Silber“. |
| Radium                 | Ra            | 88            | Radium wurde 1898 von Marie und Pierre Curie entdeckt und aufgrund seiner hohen Radioaktivität nach dem lateinischen Wort radius („Strahl“) benannt. |
| Radon                  | Rn            | 86            | Radon (von lat. radius = Strahl, wegen seiner Radioaktivität). Radon wurde 1900 von Friedrich Dorn entdeckt; er nannte es „Radium Emanation“ („aus Radium herausgehendes“). 1908 isolierten William Ramsay und Robert Whytlaw-Gray eine ausreichende Menge des Gases, um seine Dichte zu bestimmen; sie nannten es Niton, nach dem lateinischen nitens, leuchtend. Seit 1923 ist die Bezeichnung Radon gebräuchlich mit der für Edelgase typischen Endung ‑on. |
| Rhenium                | Re            | 75            | Rhenium (lat. Rhenus für Rhein) wurde 1925 als letztes nicht radioaktive Element von Walter Noddack, Ida Tacke, und Otto Berg nachgewiesen. |
| Rhodium                | Rh            | 45            | Rhodium (altgriechisch ῥόδεος rhódeos „rosenfarbig“, da viele chemische Verbindungen des Rhodium eine rote Färbung aufzeigen) wurde 1803 durch William Wollaston in einem aus Südamerika stammenden Rohplatinerz entdeckt. |
| Roentgenium Röntgenium | Rg            | 111           | Roentgenium wurde 1994 von der Gesellschaft für Schwerionenforschung (GSI) erstmals erzeugt. Am 18. Mai 2004 schlug die GSI vor, es nach dem deutschen Physiker Wilhelm Conrad Röntgen zu benennen. Die offizielle Benennung durch die IUPAC erfolgte am 1. November 2004, wurde aber – um an Röntgens Entdeckung der „X‑Strahlen“ am 8. November 1895 zu erinnern – erst am 8. November der Öffentlichkeit bekanntgegeben. |
| Rubidium               | Rb            | 37            | Rubidium (lateinisch rubidus „tiefrot“, wegen zwei charakteristischer roter Spektrallinien) wurde 1861 von Robert Bunsen und Gustav Kirchhoff spektroskopisch im Bad Dürkheimer Mineralwasser entdeckt. |
| Ruthenium              | Ru            | 44            | Ruthenium (von Ruthenia, lateinisch für Russland) wurde 1827 von Jöns Jakob Berzelius und Gottfried Osann entdeckt. Sie lösten Rohplatin in Königswasser und untersuchten den unlöslichen Rückstand. Während Berzelius kein ungewöhnliches Metall fand, war Osann überzeugt, gleich drei neue Metalle gefunden zu haben. Einem gab er den Namen Ruthenium. Zweifelsfrei nachgewiesen und isoliert wurde Ruthenium 1844 von Karl Ernst Claus. |
| Rutherfordium          | Rf            | 104           | Das Element wurde 1964 am Kernforschungszentrum bei Dubna künstlich erzeugt und dort zunächst Kurtschatovium (Ku, nach Igor Kurtschatow) genannt. Lange gab es Streit um die Namensgebung und erst 1997 wurde beschlossen, es nach Ernest Rutherford zu benennen. |
| Samarium               | Sm            | 62            | Zur Entdeckung des Samariums gibt es in der Literatur mehrere Darstellungen: 1. Im Jahr 1853 wies der Schweizer Jean Charles Galissard de Marignac Samarium spektroskopisch anhand einer scharfen Absorptionslinie im Didymoxid nach. 1879 isolierte der Franzose Paul Émile Lecoq de Boisbaudran das Element aus dem Mineral Samarskit. Mineral- und Elementbezeichnung leiten sich ab vom russischen Berginspektor Oberst Samarsky, der das Mineral entdeckte. 2. Im Jahr 1878 entdeckte der schweizerische Chemiker Marc Delafontaine Samarium, das er Decipum nannte, im Didymiumoxid. |
| Sauerstoff             | O             | 8             | Sauerstoff (auch Oxygenium; von altgriechisch ὀξύς oxýs „scharf, spitz, sauer“ und altgriechisch -γενής -genēs „‑hervorbringend, ‑erzeugend“). Früher machte man den Sauerstoff für die Bildung von Säuren verantwortlich. Tatsächlich entstehen die meisten anorganischen Säuren bei der Lösung von Nichtmetalloxiden in Wasser, welches aus Wasserstoff und Sauerstoff besteht. Dass aber nicht der Sauerstoff, sondern der Wasserstoff für den Säurecharakter verantwortlich ist (Beispiel: HCl), erkannte man erst später. So müsste eigentlich der Sauerstoff „Wasserstoff“ und der Wasserstoff „Sauerstoff“ heißen. |
| Scandium               | Sc            | 21            | Scandium (lat. Scandia für Skandinavien) wurde 1879 von Lars Fredrik Nilson entdeckt. Aus 10 kg Euxenit und Gadolinit isolierte er ein Oxid mit bisher unbekannten Eigenschaften. Das von ihm vermutete neue Element nannte er zu Ehren seiner Heimat Scandium. |
| Schwefel               | S             | 16            | Die Etymologie von „Schwefel“ ist ungeklärt. Möglicherweise geht es auf indogermanisch *suel- „schwelen“ zurück. Das Symbol S stammt vom lateinischen sulphur. |
| Seaborgium             | Sg            | 106           | Seaborgium wurde erstmals 1974 erzeugt, etwa gleichzeitig im Kernforschungszentrum bei Dubna (Sowjetunion) und an der Universität von Kalifornien, Berkeley. Nach langem Streit um die Namensgebung trägt es nun zu Ehren des US-amerikanischen Chemikers Glenn T. Seaborg seit 1997 den aktuellen Namen. |
| Selen                  | Se            | 34            | Selen – benannt nach der griechischen Mondgöttin Selene – wurde 1817 von Jöns Jacob Berzelius im Bleikammerschlamm einer Schwefelsäurefabrik entdeckt, der neben Selen auch Tellur (von lat. tellus für Erde) enthielt. Er nannte es Selen (Mond), um auf die Ähnlichkeit zum Tellur (Erde) hinzuweisen. |
| Silber                 | Ag            | 47            | Das Elementsymbol Ag leitet sich von dem lateinischen Wort argentum = Silber ab. Es ist das einzige Element, das Namensgeber für ein Land ist (Argentinien), während der umgekehrte Fall häufiger vorkommt. Das deutsche Wort Silber ist gemeingermanisch; verwandte Wörter sind auch in baltischen und slawischen Sprachen zu finden. Der Ursprung ist vermutlich nicht-indogermanisch. |
| Silicium Silizium      | Si            | 14            | Der Name Silicium leitet sich vom lateinischen Wort silex „Kieselstein, Feuerstein“ ab. Er bringt zum Ausdruck, dass Silicium häufiger Bestandteil vieler Minerale ist. Der englische Begriff silicon wurde 1831 von Thomas Thomson vorgeschlagen; die Endung ‑on soll dabei auf die chemische Verwandtschaft zum Kohlenstoff (carbon) hinweisen. Im Deutschen ist auch (nicht normgerecht) „Silizium“ geläufig. |
| Stickstoff             | N             | 7             | Das Elementsymbol N leitet sich von der lateinischen Bezeichnung nitrogenium (von altgriechisch νίτρον nítron „Laugensalz“ und altgriechisch -γενής -genēs „‑hervorbringend, ‑erzeugend“) ab. Die deutsche Bezeichnung Stickstoff erinnert daran, dass molekularer Stickstoff Flammen löscht („erstickt“). |
| Strontium              | Sr            | 38            | Adair Crawford erkannte 1790, dass das Mineral Strontianit, benannt nach der schottischen Stadt Strontian, von anderen Mineralen zu unterscheiden sei. Humphry Davy gelang 1806 die Darstellung des Elements. Er benannte es nach dem Mineral. |
| Tantal                 | Ta            | 73            | Tantal wurde 1802 in Schweden durch Anders Gustaf Ekeberg in Form seines Oxides entdeckt und elementar 1815 von Berzelius dargestellt. Weil Ta2O5 mit Säuren keine Salze bildet, benannte es Ekeberg nach Tantalos aus der griechischen Mythologie, da es unter der Säure „schmachten muss und seinen Durst nicht löschen kann, wie Tantalos in der Unterwelt“. |
| Technetium             | Tc            | 43            | Technetium war das erste künstlich hergestellte Element und erhielt deswegen seinen aus altgriechisch τεχνητός technētós „künstlich“ hergeleiteten Namen. Dmitri Mendelejew hatte 1871 im von ihm vorgeschlagenen Periodensystem der Elemente eine Lücke zwischen den Elementen Molybdän und Ruthenium identifiziert und viele der Eigenschaften von „Eka-Mangan“ vorhergesagt. Im Jahr 1937 konnte das Element durch Kernreaktionen von Deuteronen mit Molybdän hergestellt und zweifelsfrei identifiziert werden. |
| Tellur                 | Te            | 52            | Tellur ist nach der römischen Erdgöttin Tellus benannt. Es wurde 1782 durch Franz Joseph Müller von Reichenstein (1740–1825), in Siebenbürgen entdeckt. Bei der Untersuchung von Goldtellurit (aurum problematicum) isolierte von Reichenstein eine Tellurverbindung. |
| Tenness                | Ts            | 117           | Tenness ist nach dem US-Bundesstaat Tennessee benannt. Dort liegen verschiedene wissenschaftliche Einrichtungen, unter anderem das ORNL, die zur Entdeckung des Elements beigetragen haben. Die englische Bezeichnung „Tennessine“ trägt die Endung „‑ine“ nach den Vorgaben der IUPAC für Benennungen der 17. Gruppe des Periodensystems (Halogene); beim deutschen Namen entfällt die Endung. Das Elementsymbol „Ts“ wurde trotz des Namenskonflikts mit einer üblichen Bezeichnung des Tosylatrestes gewählt, weil das Elementsymbol „Tn“ historisch bereits einmal für Thoron vergeben worden war. |
| Terbium                | Tb            | 65            | Die Entdeckung des Elementes Terbium ist sehr verworren und bis heute nicht geklärt. Allgemein sieht man Carl Gustav Mosander als Entdecker an, der Anfang der 1840er-Jahre die von Johan Gadolin entdeckte Yttererde untersuchte. Die vermeintlich reine Terbium-Verbindung war aber eine Mischung mehrerer Lanthanoide. Reines Terbium wurde erst mit Aufkommen der Ionenaustauschtechnik nach 1945 hergestellt. Aus dem Namen der schwedischen Grube Ytterby leitete Mosander die Elementbezeichnung ab. |
| Thallium               | Tl            | 81            | Thallium (altgriechisch θαλλός thallós „grüner Trieb, grüner Spross“, wegen seiner grünen Flammenfärbung) wurde 1861 in England von Sir William Crookes spektroskopisch im Bleikammerschlamm einer Schwefelsäurefabrik anhand der charakteristischen grünen Spektrallinie entdeckt. Zur gleichen Zeit gelang dem Franzosen Auguste Lamy die Darstellung des Metalls auf elektrolytischem Wege. |
| Thorium                | Th            | 90            | Thorium ist benannt nach dem germanischen Gott Thor. |
| Thulium                | Tm            | 69            | Thulium (nach Thule, dem mythischen Namen für Skandinavien) wurde 1879 von dem schwedischen Chemiker Per Teodor Cleve zusammen mit Holmium in Erbia (Erbiumoxid) entdeckt (siehe Geschichte Holmium). |
| Titan                  | Ti            | 22            | Titan wurde 1791 in England durch den Geistlichen und Amateurchemiker William Gregor im Ilmenit bemerkt. Mehrere Jahre später entdeckte es der deutsche Chemiker Heinrich Klaproth im Rutilerz erneut. 1795 benannte er das neue Element nach den Titanen, aufgrund seiner hohen Festigkeit. |
| Uran                   | U             | 92            | Uran wurde 1789 von dem deutschen Chemiker Martin Heinrich Klaproth aus dem Mineral Pechblende isoliert. Es ist nach dem Planeten Uranus benannt, der acht Jahre zuvor von Friedrich Wilhelm Herschel entdeckt worden war. Zuerst wurde seine Entdeckung Uranit genannt, 1790 dann in Uranium umbenannt. Uranus ist die latinisierte Form von altgriechisch Οὐρανός Ouranós „Himmelsgewölbe“. |
| Vanadium               | V             | 23            | Vanadium wurde zuerst von Andrés Manuel del Río, einem spanischen Mineralogen 1801 in Mexiko-Stadt in einem Bleierz, dem Vanadinit (Bleivanadat), entdeckt, das er „braunes Blei“ nannte. Wegen der chromähnlichen Farben der Elementverbindungen nannte er das neue Element Panchrom. Später änderte del Río den Namen in Erythronium (altgriechisch ἐρυθρός erythrós „rot“), weil es sich beim Erwärmen meist rot färbte. Französische Chemiker konnten del Río davon überzeugen, dass „braunes Blei“ ein basisches Bleichromat, Erythronium daher nur ein verunreinigtes Chrom sei. 1831 entdeckte der Schwede Nils Gabriel Sefström Vanadium neu. Vanadiumverbindungen zeigen eine große und schöne Farbenvielfalt. Deshalb benannte es Sefström nach Freya, der nordischen Göttin der Schönheit, die den Beinamen Vanadis trug. Vanadium wurde auch Vanadin genannt. |
| Wasserstoff            | H             | 1             | Wasserstoff wurde 1766 von Henry Cavendish näher beschrieben. Er nannte es inflammable air (brennbare Luft). Antoine de Lavoisier entdeckte das Gas im Jahr 1787 unabhängig von Cavendish. Er fand heraus, dass aus ihm bei der Verbrennung Wasser entsteht und nannte es hydrogène (von altgriechisch ὕδωρ hydōr „Wasser“ und altgriechisch -γενής -genēs „‑hervorbringend, ‑erzeugend“). Die deutsche Bezeichnung lehnt sich daran an. |
| Wismut                 | siehe Bismut  | siehe Bismut  | siehe Bismut |
| Wolfram                | W             | 74            | Im 16. Jahrhundert beschrieb Georgius Agricola das Vorkommen eines Minerals in Zinnerzen, welches die Zinngewinnung durch Verschlackung des Zinnanteils erheblich erschwerte. Ob es sich dabei um Wolframit handelte, ist umstritten, da er von der „Leichtigkeit“ des Minerals sprach. Er gab dem Mineral die lateinische Bezeichnung lupi spuma („Wolf(s)-Schaum“). Später wurde aus „Wolfschaum“ „Wolfrahm“ und schließlich „Wolfram“. Das im Englischen und Französischen gebräuchliche Wort „Tungsten“, leitet sich von „tung sten“ (schwedisch für „schwerer Stein“) (CaWO4) ab. |
| Xenon                  | Xe            | 54            | Xenon (altgriechisch ξένος xénos „fremd“) wurde am 12. Juli 1898 durch den schottischen Chemiker William Ramsay und seinem englischen Kollegen Morris Travers aus Rohkrypton abgetrennt. Mit der für Edelgase typischen Endung ‑on. |
| Ytterbium              | Yb            | 70            | Ytterbium (abgeleitet von Ytterby, einer Grube auf einer Schäreninsel nördlich von Stockholm, das auch für die Namen der Elemente Yttrium, Terbium und Erbium Pate stand) wurde 1878 von dem schweizerischen Chemiker Jean Charles Galissard de Marignac entdeckt. Marignac fand in der als Erbia bekannten Erde einen neuen Bestandteil und nannte ihn Ytterbia. Er vermutete in der von ihm isolierten Verbindung ein neues Element, das er Ytterbium nannte. 1907 trennte der französische Chemiker Georges Urbain Marignacs Ytterbia in zwei Komponenten, Neoytterbia und Lutetia. Carl Auer von Welsbach arbeitete zur gleichen Zeit ebenfalls mit Ytterbia und nannte die beiden Komponenten Aldebaranium und Cassiopeium. Später verkürzte man die Elementbezeichnung Neoytterbium zu Ytterbium.                                                                   |
| Yttrium                | Y             | 39            | Yttrium (abgeleitet von Grube Ytterby in der Nähe von Stockholm) wurde 1794 von Johan Gadolin im Mineral Ytterbit entdeckt. |
| Zink                   | Zn            | 30            | Der Name Zink kommt von „Zinke, Zind“ „Zahn, Zacke“, da Zink zackenförmig erstarrt. Das Destillat setzt sich an den Wänden des Schmelzofens in Form von Zinken bzw. Zacken ab. |
| Zinn                   | Sn            | 50            | Zinn, althochdeutsch zin, abgeleitet von der altgermanischen Wurzel für „Stab“. Das Metall Zinn wurde ursprünglich in Stabform gegossen. Das Symbol Sn leitet sich vom lateinischen Wort stannum ab. |
| Zirconium Zirkonium    | Zr            | 40            | Zirconium wurde nach dem Mineral Zirkon benannt, das eine Zirconiumverbindung ist und 1789 von Martin Heinrich Klaproth entdeckt wurde. |

## Thematische Liste

### Benennung nach geographischen Objekten
Eine Vielzahl chemischer Elemente verdankt ihren Namen geografischen Bezeichnungen. Auffällig ist das schwedische Dorf Ytterby, nach dem gleich vier Elemente benannt sind.

#### Kontinente
- Amerika: Americium
- Europa: Europium

#### Staaten und Regionen
- Deutschland: Germanium
- Frankreich: Francium, Gallium
- Hessen: Hassium
- Japan: Nihonium
- Kalifornien: Californium
- Polen: Polonium
- Russland: Ruthenium
- Skandinavien: Scandium, Thulium
- Tennessee: Tenness
- Zypern: Kupfer
- Indien: Indium (indirekt über Farbstoff)

Der Staat Argentinien wurde nach dem lateinischen Wort für „Silber“ benannt.

#### Städte
- Berkeley (Kalifornien): Berkelium
- Darmstadt: Darmstadtium
- Dubna (Russland): Dubnium
- Kopenhagen: Hafnium
- Livermore (Kalifornien): Livermorium
- Moskau: Moscovium
- Paris: Lutetium
- Stockholm: Holmium (vermutlich)
- Ytterby (Schweden): Erbium, Terbium, Ytterbium, Yttrium
- indirekt über Mineral: Strontian (Schottland): Strontium
- zweifelhafte Etymologie: Magnesia: Magnesium, Mangan

#### Flüsse
- Rhein: Rhenium

#### Himmelskörper
- Ceres: Cer
- Erde: Tellur
- Mond: Selen
- Neptun: Neptunium
- Pallas: Palladium
- Pluto: Plutonium
- Sonne: Helium
- Uranus: Uran

### Benennung nach Personen

#### Wissenschaftler
Etliche chemischer Elemente sind nach Personen benannt, nicht weil diese das betreffende Element entdeckt haben, sondern um sie als hervorragende Wissenschaftler zu ehren:
- Niels Bohr: Bohrium
- Nikolaus Kopernikus: Copernicium
- Pierre und Marie Curie: Curium
- Albert Einstein: Einsteinium
- Enrico Fermi: Fermium
- Georgi Fljorow: Flerovium
- Johan Gadolin: Gadolinium
- Ernest Lawrence: Lawrencium
- Lise Meitner: Meitnerium
- Dmitri Mendelejew: Mendelevium
- Alfred Nobel: Nobelium
- Juri Oganesjan: Oganesson
- Wilhelm Röntgen: Roentgenium
- Ernest Rutherford: Rutherfordium
- Glenn Seaborg: Seaborgium

#### Andere Personen
- George Berkeley: Berkelium (indirekt)
- Robert Livermore: Livermorium (indirekt)
- Wassili Samarski-Bychowez: Samarium (indirekt)
- Amerigo Vespucci: Americium (indirekt)

#### Mythologische Gestalten
Einige Elemente sind nach mythologischen Figuren benannt:
Griechisch-römische Mythologie:
- Niobe: Niob
- Prometheus: Promethium
- Selene: Selen
- Tantalos: Tantal
- Tellus: Tellur
- Titanen: Titan
- Ceres: Cer (indirekt)
- Europa: Europium (indirekt)
- Neptun: Neptunium (indirekt)
- Pallas Athene: Palladium (indirekt)
- Pluton: Plutonium (indirekt)
- Uranos: Uran (indirekt)
- Kadmos: Cadmium (indirekt, unsicher)

Nordische Mythologie:
- Freya: Vanadium
- Thor: Thorium

Weiteren Sagengestalten:
- Kobold: Cobalt
- Nickel (Berggeist): Nickel

### Benennung mit direktem Bezug zum Element

#### Mineralien und andere Stoffe
Einige Elemente sind nach Mineralien oder anderen Stoffen benannt, aus denen sie zum Teil beispielsweise erstmals isoliert wurden:
- Alaun: Aluminium
- Grauspießglanz: Antimon
- Auripigment: Arsen
- Baryt: Barium
- Beryll: Beryllium
- Borax: Bor
- Kalk: Calcium
- Galmei: Cadmium
- Flussspat: Fluor
- Pflanzenasche: Kalium
- Kohle: Kohlenstoff
- (Ge)stein: Lithium
- Braunstein: Mangan
- Molybdänglanz: Molybdän
- Natron: Natrium
- Samarskit: Samarium
- Kieselerde: Silizium
- Strontianit: Strontium
- Wasser: Wasserstoff
- Wolframit: Wolfram
- Zirkon: Zirconium

#### Eigenschaften des Elements
griechisch:
- Strahlen aussendend: Actinium
- träge: Argon
- unbeständig: Astat
- Gestank: Brom
- gelbgrün: Chlor
- farbig: Chrom
- unzugänglich: Dysprosium
- veilchenfarben: Iod
- Regenbogen: Iridium
- versteckt: Krypton
- versteckt: Lanthan
- neuer Zwilling: Neodym
- neu: Neon
- Geruch: Osmium
- Licht tragend: Phosphor
- lauchgrüner Zwilling: Praseodym
- rosenfarbig: Rhodium
- künstlich: Technetium
- grüner Spross: Thallium
- fremd: Xenon

lateinisch:
- himmelblau: Caesium
- Strahl: Radium
- Strahl: Radon
- tiefrot: Rubidium

deutsch:
- Säure: Sauerstoff
- ersticken: Stickstoff
- Zacken, Zinken: Zink

altgermanisch:
- stäbchenförmig: Zinn

indogermanisch:
- schwer: Blei
- gelb: Gold

#### Bezug zu anderen Elementen
- kleines Silber: Platin
- Vorgänger von Actinium: Protactinium
- lebendiges Silber: Quecksilber
- indirekt: Blei(erz): Molybdän

### Sonstige Namensgebung
- Antimon
- Bismut
- Eisen
- Schwefel
- Silber

## Provisorische systematische Namen
Elemente, die noch nicht endgültig benannt werden, erhalten einen vorläufigen systematischen Elementnamen aus griechisch/lateinischen Silben, die die Ziffern der Ordnungszahl kennzeichnen.